# Agrostis canina
Agrostis canina L., 1753 è una pianta appartenente alla famiglia delle Poacee .

## Descrizione
È una pianta perenne che cresce fino a un'altezza di 75 centimetri. Le lamine fogliari sono lunghe 2–15 cm.
La pianta fiorisce da maggio a luglio con un'infiorescenza a pannocchia lunga 3–16 cm.

## Distribuzione e habitat
La si trova in gran parte dell'Europa e in alcune zone temperate dell'Asia, con un habitat che si estende dal livello del mare alla zona alpina. È sensibile alla siccità, cresce solitamente nei luoghi umidi, come fossati o sulle rive dei laghi.